# 由國王陛下發落
由國王陛下發落或等候國王發落（英語：At His Majesty's pleasure，簡稱），君主為女性時為由女王陛下發落或等候女王發落（英語：At Her Majesty's pleasure，簡稱），是英国及其它英聯邦王國的法律文件當中一個法律術語，指法律處分沒有預定期限。
英聯邦王國君主委任者到某地作為其代表時，該片語會改為，意為「等候總督/州督/省督發落」。在一些實行總統制的英聯邦國家以及非英聯邦國家也有類似的詞彙，但「國王」一詞會改為該國國家元首的職銜稱謂，如「等候總統發落」（例子有新加坡）。
在刑法之外，英聯邦王國的官员職位如果在法律上沒有固定任期，其任期可稱爲「由國王陛下酌情決定」（at His Majesty's pleasure）、「隨國王陛下意願而定」（during His Majesty's pleasure）、「任期隨國王陛下意願而定」（hold office during His Majesty's pleasure）或「任期不定，國王陛下可隨時將其免任」（holds office at His Majesty's pleasure），英语中此用语与上述“等候国王发落”用词相同，但由于“发落”是关于刑罚的用语，因此中译不同。

## 判刑

### 英國及其他大英國協王國
由國王陛下發落同時是英国及其它英聯邦王國法院對於罪犯入獄刑期或至看守所羈留時期長短，應請君主裁定的判決（一般為未成年重刑犯），該項判決之用意，是希望他們在經歷多年牢獄生涯後，由君主觀察受刑人表現，決定是否予以赦免，以使這些罪犯能夠得到改過自新的機會。

### 香港
在香港，主權移交後法律中的「等候國王發落」改為「等候行政長官的酌情決定」（The discretion of the Chief Executive）。直至2000年後仍有一班少年囚犯（如寶馬山雙屍案）為此拘留，變相成了終身監禁。此事件亦給拍成電影《等候董建華發落》。直至2002年香港高等法院法官夏正民宣判：主權移交後，由行政長官代替司法機關，為少年犯判刑之規定，與《香港基本法》明令政府應採行三權分立原則之意旨有違，故對被告判處刑罰之職權應歸於法院行使。

## 政府人事任命權
英国和其它英聯邦王國的许多由君主任命的行政官职都没有受到法律保障的固定任期，因此這些政務官的任期是“隨國王陛下意願而定”（serving at His Majesty's Pleasure）或“任期由國王陛下旨意決定”。英语中此用语与上述“等候國王发落”用词相同，但由于“发落”是刑法上的術語，因此中译不同。英联邦王国的首相、总理、大臣、部长、总督等職務都属于“任期听凭國王陛下旨意”的政務官，其他非君主制的英联邦国家也有类似制度。加拿大的省督任期則是“由聯邦總督決定”。雖然法律規定這些政務官的任期由君主或總督決定，但這并不表示君主或總督可以隨意任免政府官員。通常而言，各國憲法大多會將這些重大人事任命權委由會同樞密院或行政會議代為行使。